# Rider-Waite
O Rider-Waite ou Waite-Smith é um dos mais populares baralhos de tarô do mundo, sendo conhecido mundialmente e tendo popularidade juntamente com o tarô de Marselha. Este baralho foi introduzido no mundo através do místico britânico Arthur Edward Waite, tendo sido publicado pela primeira vez num livro de Waite intitulado The Pictorial Key to the Tarot, supervisionando todas as tradições e história do significado de cada carta. No mesmo ano foram publicados, pelo mesmo editor, os 78 cartões do baralho. As ilustrações simbólicas e completamente preenchidas deste baralho não se limitam apenas aos arcanos maiores, ao contrário de diversos outros baralhos de tarô, mas também inclui ilustrações dos arcanos Menores.
Todas as ilustrações do Rider-Waite foram projetadas por Waite, que foi membro da Ordem Hermético da Golden Dawn, mais tarde fundador do seu próprio rito independente e, finalmente, da Irmandade da Rosa+Cruz. Os cartões foram pintados pela artista Pamela Colman Smith, e estudadas com as instruções e acompanhamento do rito independente por Waite, ao qual Pamela também pertencia. Neste tipo de baralho apercebe-mo-nos da facilidade de leitura do simbolismo de cada imagem, sendo assim mais fácil e perceptível a sua leitura. De forma curiosa, Waite substitui a imagem cristã dos baralhos antigos de outros autores, substituindo a carta do "Papa" pelo "Hierofante" e da "Papisa" pela "Sacerdotisa".